# Servisch-Surinaamse betrekkingen
Servisch-Surinaamse betrekkingen verwijzen naar de huidige en historische betrekkingen tussen Servië en Suriname. 

## Banden
Tot 2016 waren er geen betrekkingen van betekenis tussen Suriname en Servië.

### Wisselende standpunten Kosovo
Suriname ging in juni 2016 over tot erkenning van Kosovo als onafhankelijke staat, als 112e land ter wereld. Kosovo scheidde zich in 1999 af van Servië, dat het niet erkent. De Kosovaarse paspoorten werden in Suriname al sinds 2012 erkend.
In oktober 2017 had Badrisings opvolgster Yldiz Pollack-Beighle een ontmoeting met haar Russische ambtsgenoot Sergej Lavrov en tekenden ze meerdere samenwerkingsovereenkomsten. Rond dezelfde tijd wijzigde Suriname zijn standpunt en trok de erkenning van Kosovo in. De Kosovaarse regering protesteerde, maar de Servische minister Ivica Daĉić toonde een brief waarmee het gewijzigde standpunt al was ingediend bij de Verenigde Naties. Tijdens een bezoek van minister en vicepremier Ivica Daĉić van Servié aan Suriname in februari 2018 werden meerdere samenwerkingsovereenkomsten tussen beide landen getekend.

### Intensieve samenwerking met Servië
Tijdens het bezoek van minister Mike Noersalim van Binnenlandse Zaken aan Servië op 2 november 2017 sprak Dačić grote waardering uit voor het besluit van Suriname. Hij liet weten dat dit ten goede zou komen aan de nauwere relaties en samenwerking tussen beide landen.
Op 10 februari 2018 maakte een Servische delegatie een bezoek aan Paramaribo en werden er drie overeenkomsten getekend, op het gebied van samenwerking, afschaffing van visa en wederzijdse consultatie tussen de ministeries van Buitenlandse Zaken. Tegelijkertijd kwam er overeenstemming over een roadmap waarin samenwerkingsgebieden verder waren uitgewerkt.
In september 2018 was er opnieuw een Servische delegatie in Paramaribo; toen werd nauwere samenwerking besproken op het gebied van landbouw in Suriname. Daarnaast worden er geregeld studiebeurzen verloot voor medische universiteiten in Servië, een mogelijkheid die er ook is in enkele andere landen. De studiebeurzen bleken bij het aantreden van het kabinet-Santokhi/Brunswijk niet kosteloos te zijn, waardoor vicepresident Ronnie Brunswijk in september 2020 besloot Surinaamse studenten in Servië uit eigen zak te compenseren.